# Francisco Dias do Carvalhal
Francisco Dias do Carvalhal (Guimarães antes de 1493 — Angra, Açores, 27 de novembro de 1556), escudeiro, armado cavaleiro durante a conquista de Azamor. Fixou-se na cidade de Angra, onde integrou a governança local.

## Biografia
Os pesquisadores António Mendes e Jorge Forjaz acreditam que Francisco Dias do Carvalhal era filho ou neto de Martim Domingues do Carvalhal, que viveu em Guimarães no século XV. Foi escudeiro de Aires da Silva, regedor da Casa da Suplicação, durante a conquista de Azamor, Marrocos, em 1513, sendo armado cavaleiro após esta conquista, conforme carta de confirmação do Rei D. Manuel I, de 28 de junho de 1515. Durante 14 ou 15 anos ficou como fronteiro em Azamor, onde conviveu com Pedro Anes do Canto, Provedor das Armadas e Naus da Índia.
Foi o depositário em Angra, atual cidade de Angra do Heroísmo dos cofres de ouro da casa real, que vinham da índia e de São Jorge da Mina, Estado Português da Índia e África. Em Angra do Heroísmo exerceu também os cargos de juiz ordinário e vereador da Câmara (Câmara Municipal de Angra do Heroísmo).
Os descendentes desta família nos Açores, são, uns, de Francisco Dias do Carvalhal, e, outros, de seu irmão Gonçalo Dias do Carvalhal, os quais passaram à ilha Terceira no 2.° quartel do século XVI, no seu regresso da índia, onde militaram alguns anos.
Eram conhecidos pelos “Cavaleiros” por serem condecorados com uma das ordens militares do reino.
Segundo Francisco Ferreira Drummond, nos Anais da Ilha Terceira, publicado na segunda metade do século XIX, diz que Francisco Dias do Carvalhal e seu irmão Gonçalo, pertenciam à antiga família Carvalhal, que teve seu assento em Guimarães, no Casal de Carvalhal, freguesia de Santa Marinha da Costa (Guimarães). Casal, este que passou a pertencer à casa de Vila Pouca de Aguiar.
o Solar dos Carvalhais, na Rua de Jesus, número 10, defronte da Travessa dos Carvalhais, em Angra, foi moradia dos descendentes de Francisco Dias do Carvalhal do século XVII ao século XIX.
Francisco Dias do Carvalhal, foi durante muitos anos depositário, em Angra do Heroísmo dos cofres de ouro da casa real, que vinham da índia e Mina. Na dita cidade exerceu também os cargos de juiz ordinário e vereador da câmara, em cuja qualidade assinou a  carta  que  esta  corporação  dirigiu  a  el-rei  de  França,
Henrique III de França em 6 de Junho de 1581, manifestando-lhe o seu reconhecimento pelo modo benigno como acolheu o António I de Portugal, prior do Crato, e pedindo-lhe ao mesmo tempo que o auxiliasse até que ele pudesse ser restituído ao reino e posto a salvamento dos seus adversários.
Casou em 1533 na ilha  Terceira,  com Catarina Alvares Neto, filha de João Álvares Neto e Mércia Lourenço Fagundes, de que nasceram:
1 - João Dias do Carvalhal, nasceu na Sé, Angra, em 10 de dezembro de 1539 e faleceu em Lisboa em dezembro de 1582, casou com Maria Borges Abarca.
2 - Diogo, nasceu na Sé, Angra, em 28 de agosto de 1541.
3 - António, nasceu na Sé, Angra, em 15 de março de 1544 e faleceu em 5 de maio de 1557.
4 - Manoel, nasceu na Sé, Angra, em 21 de outubro de 1561.
4 - Isabel do Carvalhal, que faleceu em 18 de março de 1575, tendo casado com Fernão Vaz Rodovalho.
5 - Mércia do Carvalhal.